# Patricia Stambuk

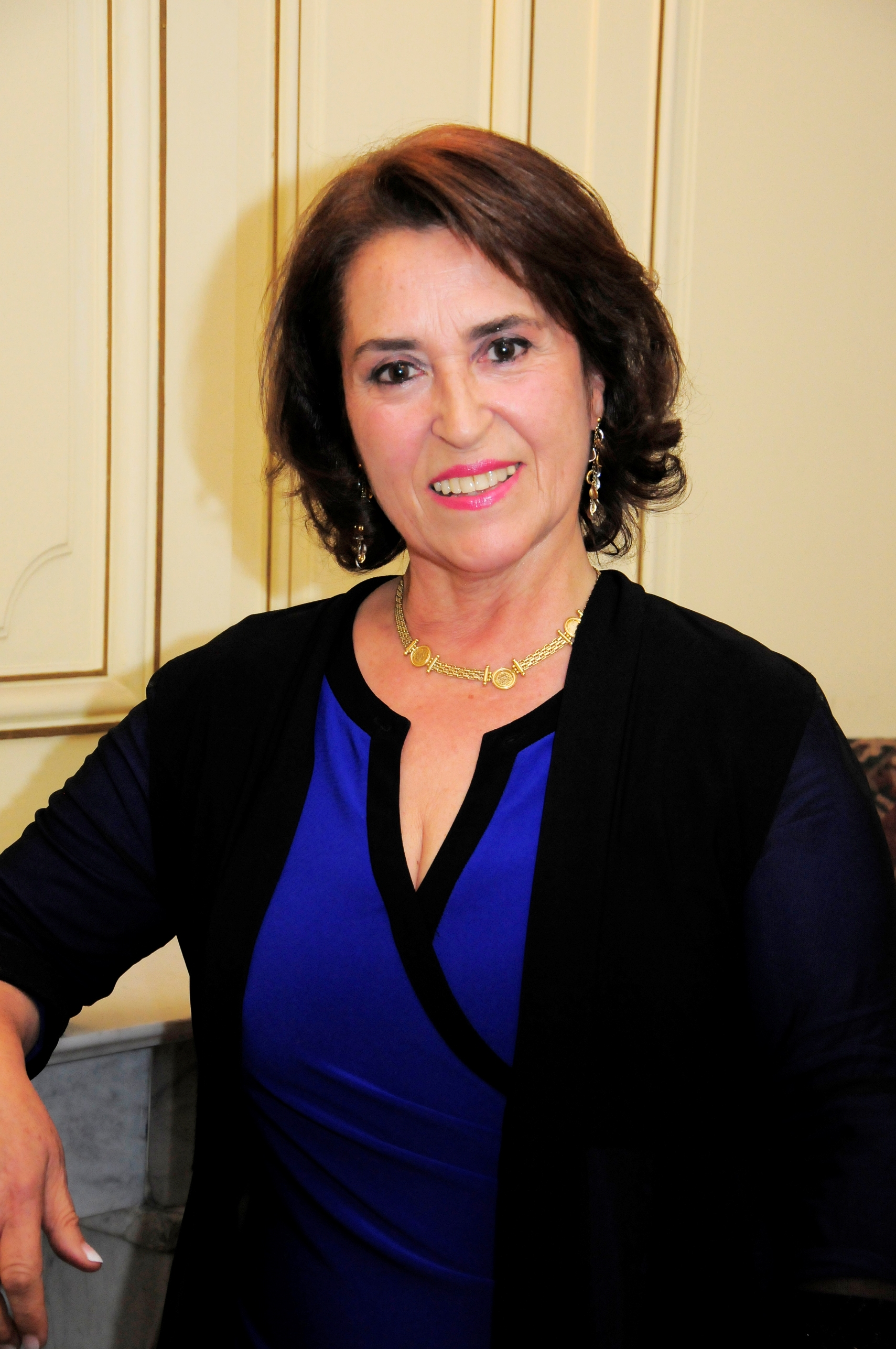
Patricia Stambuk (2018)

Patricia Ŝtambuk (* 14. August 1951 in Punta Arenas) ist eine chilenische Journalistin und Schriftstellerin war außerordentliche Professorin, Forscherin und Direktorin der Journalistenschule an der Pontificia Universidad Católica de Valparaíso (1995–2003) sowie Direktorin für Kommunikation an der Universidad de Magallanes (1984–1988).
Mit dem Vortrag „Huellas de la pregunta en nuestra memoria cultural“ (Spuren der Frage in unserem kulturellen Gedächtnis) nahm sie am Montag, dem 9. April 2018, ihren Sitz als ordentliches Mitglied der Academia Chilena de la Lengua ein. Sie wurde im Namen der Gesellschaft von Abraham Santibáñez begrüßt.
Patricia Stambuk war seit 2014 korrespondierende Wissenschaftlerin für Viña del Mar.

## Werke (Auswahl)
1520. Cuentos del Estrecho de Magallanes Universidad de Magallanes. Pehuen. Priče Magellanova prolaza Übersetzung auf Kroatisch von Mirjana Polic